# 维克托·哈尔琴科
维克托·孔德拉季耶维奇·哈尔琴科（俄语：Виктор Кондратьевич Харченко；1911年7月31日—1975年1月10日）是苏联军事将领，工程兵元帅（1972年）。1975年因直升机意外坠毁遇难。

## 生平
1911年生于波多利亞省日梅林卡（现乌克兰境内）。1931年加入联共（布）。1932年参加苏军。1938年毕业于军事电工技术学院（现布琼尼军事通信学院），在校留任队长、教务部部长、副系主任等职务。参加过苏芬战争。他还是业余滑雪爱好者。
苏德战争期间，1941-1942年任西方面军特种工程部参谋长。1942年5月任近卫独立特种工程旅参谋长，6月起任副旅长。1944年7月起任近卫独立摩托化工程旅副旅长。参加了莫斯科、斯大林格勒和库尔斯克会战，柏林战役和保障部队强渡第聂伯河、布格河、维斯瓦河、奥得河的作战，表现出高度的组织能力、精湛的工程技艺和指挥工程兵部队的本领。
1945年5月至8月在德国等地开展排雷工作，二战结束后调任至工程兵总部机关工作。1946年11月进入总参谋部军事学院进修，1948年以优异成绩毕业。1953年11月至1961年任工程兵委员会主任。1961年起任苏联国防部工程兵副主任。1965年2月4日，接替普多什利亚科夫元帅任苏军工程兵主任。1972年晋升工程兵元帅。1975年1月10日，他在白俄罗斯军区的一场军事演习中意外坠落身亡。后被安葬在莫斯科新圣女公墓。
获红旗勋章5枚，二级库图佐夫勋章、一级卫国战争勋章、二级卫国战争勋章、劳动红旗勋章和红星勋章各1枚，奖章及外国勋章、奖章多枚。著作：《特别任务》，莫斯科1973年版。